# 白沙撒字
白沙撒字是旧时相声演员演出时的开始时所表演节目，其作用主要是为了招徕观众，引人注意。
这种表演方式最早始于清咸丰年间，相声艺人朱绍文(艺名穷不怕)惯用此技法。他一般随身携带一把笤帚、一副竹板和一个小布口袋，袋内装白沙子。在朱绍文表演节目时，常蹲于场内，以地为纸，以沙为墨，右手撒字，左手击打竹板口唱太平歌词。
随着相声演员的走进剧场，时代的前进，现在很少有相声演员表演这种节目了。